# Muzeum Tyskich Browarów Książęcych

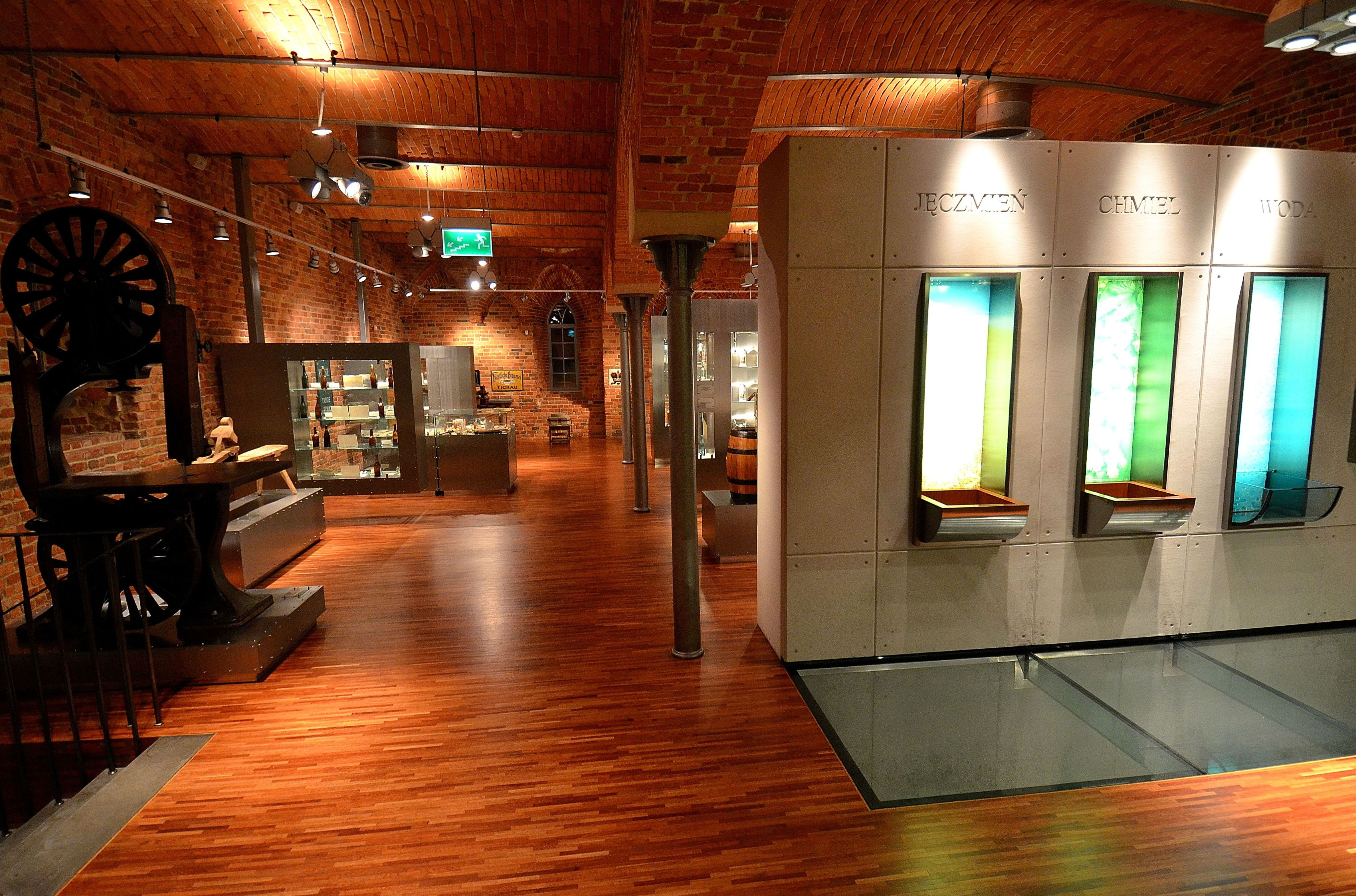
Wnętrze muzeum

Muzeum Tyskich Browarów Książęcych – otwarta w 2004 r. instytucja muzealna, w której zgromadzono eksponaty dotyczące tradycji i historii Tyskich Browarów Książęcych oraz kolekcje fotografii, kufli, beczek, butelek, podkładek i wiele innych eksponatów związanych z piwem.
Muzeum funkcjonujące do 2010 pod nazwą „Tyskie Muzeum Piwowarstwa”, znajduje się w Tychach przy ul. Katowickiej 9 na terenie Tyskich Browarów Książęcych, w odnowionym budynku kościoła ewangelickiego z 1902.
Od czerwca 2005 muzeum realizuje letnie akcje nocnego zwiedzania browaru pod hasłem „Zobacz Browar Nocą”. To spektakle z udziałem aktorów amatorów wcielających się w historyczne postacie z historii tyskiego browaru. Projekt ten zdobył w grudniu 2007 r. wyróżnienie w konkursie na „Najlepszy Event Roku 2007” (Złote Spinacze).
19 października 2006 odbyło się tu uroczyste otwarcie Szlaku Zabytków Techniki Województwa Śląskiego.